# Ceresium elatum
Ceresium elatum är en skalbaggsart som beskrevs av Holzschuh 1995. Ceresium elatum ingår i släktet Ceresium och familjen långhorningar. Inga underarter finns listade i Catalogue of Life.